# Thomasomys gracilis
Thomasomys gracilis és una espècie de mamífer rosegador de la família dels cricètids. És endèmic dels Andes del sud-est del Perú, on viu a altituds d'entre 2.750 i 4.300 msnm. Pot ser que tingui un estil de vida arborícola. El seu hàbitat natural són les ribes dels rierols. Algunes poblacions estan amenaçades per la desforestació, la fragmentació del seu medi i l'agricultura.